# Nils Henric Liljensparre
Nils Henric Aschan Liljensparre, ursprungligen Sivers, född 22 juli 1738 i Norrköping, död 5 januari 1814 i Stockholm, var en svensk polis och ämbetsman. Han är mest känd för att under sin tid som polismästare i Stockholm ha utrett mordet på Gustav III.

## Biografi
Liljensparre studerade juridik i Uppsala, besökte några tyska universitet och började 1762 tjänstgöra i Svea hovrätt. Efter att 1765 ha blivit notarie i Slottskansliet erhöll han 1772 fullmakt som sekreterare där och trädde 1781 i utövning av denna syssla. Redan 1776 hade han av Gustav III utnämnts till polismästare i Stockholm och skötte denna syssla med nit och  skicklighet. Han lät bygga upp ett spioneri- och angiverisystem varigenom han ådrog sig mångas fiendskap, men vann kungens ynnest och förtroende i hög grad. År 1784 erhöll han lagmans titel, År 1786 adlades han och antog därvid namnet Liljensparre.
Det lyckades honom att upptäcka gärningsmannen till mordet på Gustav III, och han efterspanade ivrigt de hemliga anläggningar som stod i sammanhang med illdådet. Men då han märkte, att detta inte behagade den nya styrelsen, som leddes av hertig Karl, ändrade han hållning och visade sig i stället fientlig mot Gustav III:s förtrogna, särskilt mot Gustaf Mauritz Armfelt, som då var överståthållare. Härtill bidrog, att han råkat i tvister med denne, som ville inskränka Liljensparres myndighet och ogillade det spioneringsväsen, som han organiserat i Stockholm. Liljensparre lär genom utspridande av falska rykten ha bidragit till att göra Armfelt misstänkt hos hertigen. Själv blev han 16 juli 1792 underståthållare och skötte efter Armfelts avlägsnande även överståthållarämbetet två månader under hösten samma år.
Men trots att Liljensparre gjorde allt för att behaga förmyndarstyrelsen, blev han dock avsatt efter Ebelska upploppet i januari 1793 och skickad till Pommern för att ordna polisväsendet där. År 1799 insattes han som kronofullmäktig i generaltulldirektionen och 1803 i Generaltullarrendesocieteten. Han nedlade sin befattning 1811.

## Liljensparre i populärkulturen
- Stefan Andersson har i text och musik skildrat Liljensparres arbete med att få fast den skyldige till mordet på Gustav III i visan "Känner du hur det bränns" från konceptalbumet Teaterkungen.

- I Sveriges Televisions tredelade TV-serie Sammansvärjningen från 1986 gestaltas han av skådespelaren Ingvar Hirdwall.